# Pokol v Vassyju
Pokol v Vassyju (francosko massacre de Wassy) je bil poboj hugenotov in drugih meščanov v oboroženi akciji, ki jo je  1. marca 1562 v Vassyju v Franciji organiziral François, vojvoda Guiški. Pokol je opredeljen kot prvi nasilni dogodek v francoskih verskih vojnah. Pokolu je skedil niz bitk, ki so se končale s sklenitvijo miru oziroma sprave v Amboiseu 19. marca 1563.
Dogodki, povezani s pokolom v Vassyju, so bili slavno prikazani v nizu štiridesetih gravur, objavljenih v Ženevi sedem let pozneje.

## Ozadje

### Verska politika francoskih kraljev
Med vladavino Franca I. so se protestanti, sledilci naukov Jeana Calvina, znani kot hugenoti, soočali s preganjanjem s strani francoske države. Preganjanje se je nadaljevalo tudi pod njegovima naslednikoma Henrikom II. in Francem II. Katarina Medičejska,  regentka Karla IX., je objavila Januarski ali Saint-Germainski edikt v upanju, da bo  zagotovil določeno mero strpnosti do kalvinizma in preprečil kaos, ki je zajel jugozahod države. Ker se je pariški parlament upiral registraciji edikta do 6. marca 1562, v času vojvodovega vdora v Vassy še ni bil veljaven.

### Vassy

#### Fevdalni odnosi
Kraljevo mesto Vassy je  imelo v času pokola približno 3000 prebivalcev. Vassy je bil kljub temu, da je bil kraljevo mesto, fevdalno povezan s hišo Guise, saj je bil dota škotske kraljice Marije, nečakinje vojvode Guiškega. Družina Guise je imela v lasti del mesta, ki ga je nadziral kapitan Claude Tondeur.  V tem delu je bila protestantska zbornica, kjer se je zgodil pokol.

#### Širjenje protestantizma
V mestu se je kljub njegovi majhnosti že  zgodaj začela močna hugenotska dejavnost. Leta 1533 je Antoaneta Bourbonska, mati vojvode Guisa, osebno nadzirala javni sežig moškega, ki so ga ujeli pri pridiganju v mestu.  Skupnost je kljub preganjanju rasla, pri čemer ji je pomagala sestrska cerkev v Troyesu, s katerim je imelo mesto veliko gospodarskih vezi.. Leta 1561 je imela skupnost  v hiši suknarja svojo prvo uradno bogoslužje, ki se ga je udeležilo okoli 120 vernikov. Ko je skupnost štela več kot 500 članov, je mestni pastor Gravelles 13. decembra 1561 opravil  prvi javni krst v mestu. Božične službe se je udeležilo 900 ljudi. Mesto je postalo hugenotska trdnjava z višjim odstotkom hugenotov kot katero koli  drugo mesto v regiji. Januarja 1562 se je pastor Gravelles vrnil domov. Iz Ženeve je prišel nov predan pridigar Léonard Morel.

#### Poskusi represije
Rast ni potekala brez ovir. Novice o javnem pridiganju so novembra prišle do vojvode Guiškega, ki je v mesto in okolico poslal več žandarjev, da bi zadušili krivoverstvo, vendar z malo uspeha. Antoaneta je vedela za javno pridiganje v mestu,  vendar ni bila pripravljena ukrepati brez podpore vojvode in pokrajinskega guvernerja Franca I. Neverskega, ki je bil protestant. Po Gravellovem javnem krstu je lorenski kardinal Karel, brat vojvode Guiškega, poslal v mesto delegacijo pod vodstvom škofa Jerôma Bourgeoisa, da bi skupnost pripeljala nazaj v katoliško čredo. Njegov poskus, da bi razbil protestantsko skupnost, se je končal s ponižanjem. Zaradi žalitev so ga izgnali iz zbornice, število članov protestantske skupnosti pa se je do božičnega bogoslužja še povečalo.

## Pokol

### Predigra
V prvih mesecih leta 1562 se je Francija vse bolj približevala državljanski vojni. Zavedajoč se tega in v želji, da bi se izognil koaliciji nemških knezov v korist hugenota Ludvika, princa Condéja, če bi izbruhnila vojna, se je vojvoda Guiški srečal z vojvodom Krištofom Württemberškim in mu obljubil, da bo v Franciji spodbujal augsburško veroizpoved v zameno za nevtralnost württemberškega vojvode. Ko je to dosegel, se je vojvoda Guiški začel vračati v Pariz, kamor ga je 28. februarja poklical generalpodpolkovnik Antoine Navarski, da bi mu pomagal ugovarjati Katarininemu januarskemu ediktu.
Na poti v Pariz ga je mati obvestila o širjenju herezije in zahtevala, da ukrepa. Naslednji dan se je Guise z 200 žandarji in še nekaj, ki jih je pobral po poti, odpravil v Vassy. Pod pretvezo, da želi poslušati mašo, je Guise z vsemi žandarji vstopil v Vassy skozi južna vrata in se napotil proti cerkvi.

### Pokol
V cerkev je vstopil skupaj z vodilnimi mestnimi nasprotniki protestantizma, duhovnikom in proštom, ki sta ga pozvala, naj razžene prisotne. Bogoslužju v skednju  je prisostvovalo okoli 500 protestantov in pelo psalme. Gastonu, ki je bil vojvodova predhodnica, niso dovolili vstopiti v skedenj in je začel pobijati najbližje. Zatem se je začel splošen napad, ki ga Guise ni hotel ali mogel ustaviti. Številni verniki so pobegnili skozi luknjo v strehi, nekatere, ki so se rešili, so pobili ostrostrelci, tiste, ki so bežali po ulicah, pa so pričakali arkebuzirji, nameščeni na pokopališču. Pastor Morel je bil ranjen in ujet. Po eni uri je pokol prenehal. Od 500 župljanov je bilo 50 mrtvih, od tega pet žensk in en otrok.

## Posledice

### Širjenje novice
Novica o pokolu se je z natisnjenimi traktati in lesorezi za nepismene hitro razširila po Franciji in po svetu od Anglije do Svetega rimskega cesarstva. Natančna narava dogodkov, zlasti to, ali je bil hugenot ali član Guiseove stranke tisti, ki je začel nasilje pred vrati, je takoj postala vir nesoglasij med protestantskimi in katoliškimi polemiki ter sodobnimi zgodovinarji.
V protestantski Histoire des Martyres (Zgodovina mučencev)  je bil dogodek  predstavljen kot vnaprej načrtovano nasilja katoličanov, ki so ob vstopu v svetišče vzklikali: "Ubijmo vse!"  Guiški je v svojih dopisih  vojvodi Krištofu Württemberškemu, ki so bili podlaga za katoliško različico poročila, poročal, da so se mu ob poskusu pregleda svetišča  uprli in iz notranjosti streljali z arkebuzami na njegove može, ki so bili oboroženi  samo z meči.
Beseda pokol, ki se je pred tem v francoščini nanašala na opravila mesarjev, je v besednjaku dobila tudi povsem nov pomen.

### Nadaljnji poboji in upor
Pokol je takoj spodbudil nadaljnje versko nasilje. 12. aprila so prebivalci Sensa pobili več kot 100 mestnih hugenotov in njihova trupla vrgli v Seno. Pokola sta se zgodila tudi v Castelnaudaryju in Bar-sur-Seine v začetku leta 1562. 
Hugenoti, ki so sodelovali pri poskusu ali uspešnem zavzetju mest, kot sta Rouen in Troyes, so trdili, da so bili njihovi ukrepi potrebni, da bi preprečili, da bi bili sami poklani, kot so bili župljani Wassyja.

### Spirala do vojne
Po pokolu je Guiški kljub Katarininemu pozivu, naj nemudoma pride na sodišče, nadaljeval pot v Pariz, kjer ga je katoliško prebivalstvo, ko je izvedelo za njegovo dejanje, sprejelo kot junaka. Katarina kot regentka je uvidela nevaren potencial nasilja v mestu in ukazala Guiškemu in voditelju hugenotske stranke, princu Condéjskemu, naj zapustita Pariz. Guiški je zahtevo zavrnil.  Condé je kot odgovor na  zavrnitev vojvode Guiškega  in  pokol 2. aprila vkorakal v Orléans in ga zasedel. Nekaj dni kasneje je izdal manifest, ki je v opravičilu njegovega upora navajal "krut in grozen pokol,  ki je bil v prisotnosti de Guisa zagrešen v Vassyju". Condé je bil nekaj dni kasneje na kalvinistični sinodi v Orleansu razglašen za zaščitnika vseh kalvinističnih cerkva v kraljestvu.

### Prva francoska verska vojna
Glavni spopadi v prvi francoski verski vojni so se zgodili med obleganjem Rouena, v bitki pri Dreuxu in obleganju Orléansa. V obleganju Rouena (maj–oktober 1562) so rojalisti ponovno zavzeli mesto. Antoine Navarski je umrl zaradi ran. V bitki pri Dreuxu (december 1562) so Condéja ujeli rojalisti, generalnega guvernerja Anneja de Montmorencyja pa uporniki. Februarja 1563 je med obleganjem Orléansa vojvodo Guiškega ustrelil hugenot Jean de Poltrot de Méré. Ker ni bil ubit v neposrednem boju, je družina Guise menila, da je bil ubit v atentatu na ukaz  admirala Gasparda II. de Colignyja. Ljudski nemiri, ki jih je povzročil atentat, in odpor mesta Orléans proti oblegovalcem, so spodbudili posredovanje  Katarine Medičejske. Regentka je  19. marca 1563 izdala Amboiški edikt, ki je privedel do premirja.